# Абулия
Абули́я (от др.-греч. ἀ — отрицательная частица и βουλή — воля, решение, намерение) — медицинский термин из области неврологии и психиатрии, обозначающий состояние патологического отсутствия воли, при котором пациент не способен выполнить действие, необходимость которого осознаётся, не способен принять необходимое решение.
При данном состоянии больные ощущают отсутствие желаний (частичное или полное) ко всякой деятельности. Менее тяжёлым состоянием понижения волевой активности является гипобулия. Абулия, по уровню снижения мотивации, находится между более лёгким состоянием апатии и более тяжёлым состоянием акинетического мутизма. Сочетание абулии с обездвиженностью называется абулически-акинетическим синдромом, а с апатией — апатико-абулическим, также известным как апато-абулический.

## Заболевания с проявлением абулии
Абулия встречается при многих неврологических и психических расстройствах: при шизофрении, депрессии, болезни Паркинсона, болезни Хантингтона, болезни Пика, деменции, после инсульта, нейроинфекций, токсических поражений мозга, травмы головы. Абулия также бывает и врождённой, при глубоких степенях умственной отсталости, и характерна для торпидной (апатической) олигофрении.
Временно абулия может возникнуть при кататоническом, психогенном или меланхолическом ступоре.
К развитию абулии приводят недостаток кровообращения и повреждения лобной доли головного мозга, базальных ганглий, передней поясной коры, капсулярного колена мозолистого тела.
Абулия — облигатный симптом шизофрении. У страдающих шизофренией с годами развивается психический дефект, нарастают негативные изменения, в том числе и ослабление воли. С течением времени больные становятся всё более пассивными, перестают следить за гигиеной, теряют способность обслуживать себя и бо́льшую часть времени проводят в постели. Апато-абулический синдром без галлюцинаций и бреда встречается при простой форме шизофрении. Абулия при шизофрении может сочетаться с парабулией (извращением воли).
В настоящее время абулия не рассматривается специалистами как отдельное заболевание. Есть попытки рассмотрения абулии с точки зрения расстройства мотивации.

## Признаки абулии
Для абулии характерны следующие признаки:
- трудность начинания и поддержания целенаправленных движений;
- скудность или отсутствие спонтанных движений и жестов;
- замедленное мышление и движения[2];
- скудность речи, отсутствие в ней дополнительных спонтанных элементов[2];
- снижение или отсутствие эмоциональной реакции[2];
- недостаток инициативы[2];
- увеличенное время ответа на запрос[2];
- пассивность;
- снижение социальных контактов;
- понижение интереса к досуговым занятиям.

## Терапия
Для лечения абулии используются психостимуляторы (декстроамфетамин, метилфенидат), стимулирующие антидепрессанты (бупропион, транилципромин, моклобемид, флуоксетин, протриптилин), агонисты дофамина (леводопа, бромокриптин, амантадин, селегилин, прамипексол, лизурид, перголид) и некоторые другие психофармакологические препараты (в частности, аналептик модафинил).